# Cratere Atabei
Atabei è un cratere sulla superficie di Rea.